# Klientela
Klientela hist. inaczej klientelizm – względnie trwały układ między osobami nierównymi sobie, w którym mocniejszy (możniejszy), czyli patron, dysponujący znacznymi zasobami, zapewnia słabszemu, czyli klientowi, osłonę i za to może domagać się od niego różnorodnych świadczeń. Forma uzależnienia szlachty od magnatów; posługując się klientelą spośród średniej szlachty, magnaci podporządkowywali sobie sejmiki, pośrednicząc w uzyskiwaniu dla nich korzyści z łaski królewskiej; działali więc jako pośrednicy (brokers) w dystrybucji zasobów publicznych. Potężnymi patronami, głównie na terenie Małopolski i Rusi, byli P. Kmita, a następnie J. Zamoyski, na Litwie zaś K. Radziwiłł. W XVII i XVIII wieku klientela magnacka stała się zjawiskiem dominującym w ustroju społecznym Rzeczypospolitej.